# Penedono (freguesia)
A Freguesia de Penedono é uma antiga freguesia portuguesa do Município de Penedono, a qual tinha 28,27 km² de área e 1 007 habitantes (2011), e, por isso, uma densidade populacional de 35,6 hab/km².
Foi extinta (agregada) pela reorganização administrativa de 2012/2013, tendo o seu território sido agregado ao da Freguesia de Granja para criar a União das Freguesias de Penedono e Granja.
Tem anexadas a si as povoações de Ferronha e A-do-Bispo.

## População
| População da freguesia de Penedono | População da freguesia de Penedono | População da freguesia de Penedono | População da freguesia de Penedono | População da freguesia de Penedono | População da freguesia de Penedono | População da freguesia de Penedono | População da freguesia de Penedono | População da freguesia de Penedono | População da freguesia de Penedono | População da freguesia de Penedono | População da freguesia de Penedono | População da freguesia de Penedono | População da freguesia de Penedono | População da freguesia de Penedono |
| ---------------------------------- | ---------------------------------- | ---------------------------------- | ---------------------------------- | ---------------------------------- | ---------------------------------- | ---------------------------------- | ---------------------------------- | ---------------------------------- | ---------------------------------- | ---------------------------------- | ---------------------------------- | ---------------------------------- | ---------------------------------- | ---------------------------------- |
| 1864                               | 1878                               | 1890                               | 1900                               | 1911                               | 1920                               | 1930                               | 1940                               | 1950                               | 1960                               | 1970                               | 1981                               | 1991                               | 2001                               | 2011                               |
| 987                                | 965                                | 1 023                              | 1 170                              | 1 134                              | 1 159                              | 1 116                              | 1 446                              | 1 570                              | 1 593                              | 1 107                              | 944                                | 1 009                              | 1 085                              | 1 007                              |

| Distribuição da População por Grupos Etários | Distribuição da População por Grupos Etários | Distribuição da População por Grupos Etários | Distribuição da População por Grupos Etários | Distribuição da População por Grupos Etários | Distribuição da População por Grupos Etários | Distribuição da População por Grupos Etários | Distribuição da População por Grupos Etários | Distribuição da População por Grupos Etários | Distribuição da População por Grupos Etários |
| -------------------------------------------- | -------------------------------------------- | -------------------------------------------- | -------------------------------------------- | -------------------------------------------- | -------------------------------------------- | -------------------------------------------- | -------------------------------------------- | -------------------------------------------- | -------------------------------------------- |
| Ano                                          | 0-14 Anos                                    | 15-24 Anos                                   | 25-64 Anos                                   | > 65 Anos                                    |                                              | 0-14 Anos                                    | 15-24 Anos                                   | 25-64 Anos                                   | > 65 Anos                                    |
| 2001                                         | 172                                          | 188                                          | 526                                          | 199                                          |                                              | 15,9%                                        | 17,3%                                        | 48,5%                                        | 18,3%                                        |
| 2011                                         | 178                                          | 97                                           | 527                                          | 205                                          |                                              | 17,7%                                        | 9,6%                                         | 52,3%                                        | 20,4%                                        |

Média do País no censo de 2001:  0/14 Anos-16,0%; 15/24 Anos-14,3%; 25/64 Anos-53,4%; 65 e mais Anos-16,4%
Média do País no censo de 2011:   0/14 Anos-14,9%; 15/24 Anos-10,9%; 25/64 Anos-55,2%; 65 e mais Anos-19,0%

## Património
- Castelo de Penedono ou Castelo do Magriço
- Pelourinho de Penedono